# Finding God Before God Finds Me
Finding God Before God Finds Me es el segundo álbum de estudio de la banda estadounidense de metalcore Bad Omens, que fue lanzado el 2 de agosto de 2019 a través de Sumerian Records. El álbum fue de producción propia. Este fue el primer lanzamiento del grupo como cuarteto tras la salida del bajista Vincent Riquier en julio de 2018.

## Lanzamiento
El 19 de septiembre de 2018, la banda lanzó el primer sencillo del álbum, "Careful What You Wish For", seguido del anuncio del álbum el 17 de junio de 2019. El segundo sencillo, "Burning Out", se lanzó al día siguiente, seguido de "Said & Done" el 9 de julio y el álbum en sí el 2 de agosto.
El 17 de enero de 2020, el álbum fue relanzado en una edición de lujo con la adición de los sencillos "Never Know" y "Limits" (el primero de los cuales se lanzó como sencillo el 17 de diciembre de 2019) y una versión de "Come Undone" de Duran Duran.

## Lista de canciones
| Edición estándar |                             |          |  |
| N.º              | Título                      | Duración |  |
| 1.               | «Kingdom of Cards»          | 4:21     |  |
| 2.               | «Running in Circles»        | 5:36     |  |
| 3.               | «Careful What You Wish For» | 4:32     |  |
| 4.               | «The Hell I Overcame»       | 3:34     |  |
| 5.               | «Dethrone»                  | 3:29     |  |
| 6.               | «Blood»                     | 3:50     |  |
| 7.               | «Mercy»                     | 5:17     |  |
| 8.               | «Said & Done»               | 3:24     |  |
| 9.               | «Burning Out»               | 4:25     |  |
| 10.              | «If I'm There»              | 5:21     |  |

| Edición de lujo |               |          |  |
| N.º             | Título        | Duración |  |
| 11.             | «Never Know»  | 3:33     |  |
| 12.             | «Limits»      | 3:27     |  |
| 13.             | «Come Undone» | 4:21     |  |

## Personal
Bad Omens
- Noah Sebastian – Voz
- Joakim Karlsson – Guitarra líder
- Nicholas Ruffilo – Bajo
- Nick Folio – Batería, percusión